# Chalcides minutus
Chalcides minutus е вид влечуго от семейство Сцинкови (Scincidae). Видът е уязвим и сериозно застрашен от изчезване.

## Разпространение и местообитание
Разпространен е в Алжир, Испания и Мароко.
Обитава гористи местности, места със суха почва и ливади.

## Описание
Популацията на вида е намаляваща.